# 哈馬爾卡區
5°52′01″S 78°15′43″W / 5.86694°S 78.26194°W
哈馬爾卡區（西班牙語：Distrito de Jamalca），是秘魯的一個區，位於該國北部亞馬遜大區的烏特庫班巴省，始建於1861年2月5日，面積358平方公里，海拔高度1,201米，2005年人口8,137，人口密度每平方公里23人。